# 브라이언 윌슨
브라이언 윌슨(영어: Brian Wilson, 1942년 6월 20일 ~ 2025년 6월 11일)은 미국의 음악가, 가수, 작곡가, 음반 프로듀서이다. 비치 보이스의 초대 멤버이자 천재로서 별칭되는 대중음악계의 거장이다.
유래를 찾아볼 수 없는 대중음악 작곡과 비범한 음악적 재능, 녹음기술에 대한 지식으로 20세기 가장 혁신적이고 중요한 싱어송라이터로 꼽힌다. 높은 제작비용, 복잡한 하모니와 오케스트레이션, 보컬 하모니, 자기성찰적이며 순수한 주제가 그의 작품의 큰 특징이다. 아울러 높은 가창력과 평생을 따라다닌 정신질환으로도 알려져 있다.
캘리포니아주 호손 출신. 윌슨은 조지 거슈윈, 더 포 프레시멘, 필 스펙터, 버트 바카락의 음악을 들으며 성장했다. 1961년 비치 보이스의 멤버로서 프로페셔널한 커리어를 시작하였다. 밴드 내에서 윌슨은 작곡가, 프로듀서, 공동 보컬리스트, 베이시스트, 키보디스트를 겸하였으며 사실상의 리더였다. 1962년 캐피틀 레코드와 계약을 맺었으며 자작곡을 자신 스스로가 쓰고, 편곡하고, 프로듀싱하고 제작까지 한 대중음악 사상 최초의 인물로 명성을 높였다. 더 허니스와 아메리칸 스프링 등 다른 밴드를 프로듀싱하기도 하였다. 1960년대 중엽 윌슨은 미국 톱 40 히트곡을 두 다스가 넘어가게 작곡, 공동작곡하였으며 1위를 달성한 것으로는 〈Surf City〉, 〈I Get Around〉, 〈Help Me, Rhonda〉, 〈Good Vibrations〉 등이 있다. 최초의 작가주의적 음악 프로듀서로 꼽히며 또한 스튜디오 자체를 악기로 다룬 최초의 록 프로듀서이다.
1964년 윌슨은 신경쇠약에 걸렸으며 정기적인 투어에서 물러앉아 이전보다 더 세련된 작품을 제작하기 시작하였다. 비치 보이스의 《Pet Sounds》, 윌슨의 첫 솔로곡 〈Caroline, No〉, 미완성된 앨범 《Smile》 등이 그것이다. 1960년대 말 윌슨은 일적으로도 정신적으로도 무너지기 시작했으며 윌슨의 밴드에 대한 기여는 감소하였으며 그 주위에는 그가 칩거, 과식, 약물남용 따위를 하고 있다는 소문이 나돌았다. 1977년 홀로서기할 전초전으로서의 앨범 《The Beach Boys Love You》를 발표하며 컴백하였다. 1980년대 윌슨은 자신의 전속심리학자 유진 랜디와 논란있는 창작적, 비즈니스적 파트너십을 맺었으며, 1988년 앨범 《Brian Wilson》으로 솔로 경력을 재시작하였다. 윌슨은 1991년 랜디와 결별하였으며 1999년부터 솔로 아티스트로서 투어를 돌고 있다.
예술의 한 형태로서의 대중음악을 예고시킨 윌슨은 음반사와 계약된 밴드에 미증유한 수준의 창조적 자치권을 주는 시대를 도래시키는 데 공헌하였다. 1960년대 청년시대정신은 윌슨의 초기 곡들과 연관지어져 있다고 평가되며 캘리포니아 사운드, 아트 팝, 사이키델릭, 챔버 팝, 프로그레시브 음악, 펑크, 아웃사이더, 선샤인 팝 등 수많은 음악 장르 및 운동에서 윌슨은 중요한 인물로서 우뚝 서 있다. 1980년대 이래 그의 영향력은 포스트펑크, 인디 록, 이모, 드림 팝, 시부야계, 칠웨이브 따위 장르에도 미쳤다. 음악업계의 다수한 상을 받았으며 다수한 음악계 명예의 전당에 헌액되었으며 수많은 평론인들의 '역대 최고의' 따위 랭킹에 그 이름이 올랐다. 2014년 전기영화 《러브 앤 머시》로 그의 삶이 드라마화되었다.

## 음반 목록
- 《Brian Wilson》 (1988)
- 《I Just Wasn't Made for These Times》 (1995)
- 《Orange Crate Art》(1995) (with Van Dyke Parks)
- 《Imagination》 (1998)
- 《Gettin' in Over My Head》 (2004)
- 《Brian Wilson Presents Smile》 (2004)
- 《What I Really Want for Christmas》 (2005)
- 《That Lucky Old Sun》 (2008)
- 《Brian Wilson Reimagines Gershwin》 (2010)
- 《In the Key of Disney》 (2011)
- 《No Pier Pressure》 (2015)